# Глазьев, Сергей Юрьевич
Серге́й Ю́рьевич Гла́зьев (род. 1 января 1961, Запорожье) — российский экономист и политик. Государственный секретарь Союзного государства России и Беларуси с 17 апреля 2025 года. Доктор экономических наук, профессор, академик Российской академии наук (с 2008 года).
Заместитель Государственного секретаря — член Постоянного Комитета Союзного государства (с 24 января по 17 апреля 2025). Член коллегии (министр) по интеграции и макроэкономике Евразийской экономической комиссии (1 октября 2019 — 11 сентября 2024). Советник президента Российской Федерации (30 июля 2012 — 9 октября 2019). Иностранный член НАН Украины (2009—2016) и НАН Беларуси (2021).
Бывший министр внешнеэкономических связей России, депутат Государственной думы I, III, IV созывов. Один из лидеров избирательного блока Родина (2003—2004). Кандидат в президенты Российской Федерации (2004). Бывший заместитель генерального секретаря ЕврАзЭС.
В 2012—2019 годах — советник президента Российской Федерации по координации деятельности федеральных органов исполнительной власти, направленной на развитие евразийской интеграции в рамках Таможенного союза и Единого экономического пространства Российской Федерации, Республики Беларусь и Республики Казахстан.

## Биография

### Происхождение. Образование
Родился 1 января 1961 года в Запорожье, где окончил среднюю школу № 31 в 1978 году. Его учительница вспоминала: «Он был замечательным, образованным юношей, всегда стремился к знаниям, имел собственную точку зрения. Хороший организатор: всегда сплачивал коллектив и становился во главе».
По словам Глазьева, его отец — русский, мать — украинка. Младшая сестра — Юлия Синелина (1972—2013), социолог религии, доктор социологических наук, старший научный сотрудник, руководитель Сектора социологии религии Института социально-политических исследований РАН.
Учился в одном классе с будущим украинским политиком и народным депутатом 1—2, 4, 6—9 созывов Сергеем Соболевым.
В 1978 году поступил в МГУ им. Ломоносова на химический факультет. Через год перевёлся на экономический факультет, где его однокурсником стал будущий и. о. главы аппарата Правительства РФ, руководитель секретариата председателей Правительства РФ Касьянова и Фрадкова Михаил Синелин (муж сестры Глазьева Юлии). В 1983 году окончил МГУ, получив диплом с отличием по специальности «Экономическая кибернетика». Руководителем дипломной работы был Е. Г. Ясин — в будущем оппонент Глазьева по экономическим вопросам.

### Политическая деятельность

#### Конец 1980-х — начало 1990-х
В 1987—1991 годах входил в неформальную группу, в основном молодых, экономистов (Е. Т. Гайдар, А. Л. Кудрин, С. М. Игнатьев, А. Б. Чубайс и др.), проводивших в Санкт-Петербурге семинары, под эгидой клуба «Перестройка», на которых обсуждались меры по реформированию советской экономики. Вместе с участниками семинаров посетил в 1991 году Чили, где прослушал курс лекций в Институте свободы и развития об опыте чилийских экономических реформ.
В ноябре 1991 года по предложению назначенного председателем Комитета внешнеэкономических связей при Министерстве иностранных дел РСФСР участника семинаров П. О. Авена занял пост его первого заместителя. В 1991—1992 годах — первый заместитель Председателя Комитета внешнеэкономических связей РФ, первый заместитель министра внешнеэкономических связей РФ. В 1992—1993 годах — министр внешнеэкономических связей РФ.

#### Периоды работы в Госдуме РФ
В 1994—1995 годах был депутатом Государственной Думы I созыва, избран по списку Демократической партии России, председатель Комитета по экономической политике Государственной Думы. Партийный пленум Национального комитета Демократической партии России (12—13 ноября 1994 года), сместивший Николая Травкина, оплачивался в значительной мере деньгами Сергея Глазьева (5 млн руб.). Освободившееся место Травкина занял Глазьев. В первой половине 1995 года являлся председателем фракции ДПР в Государственной Думе.
На выборы в Госдуму II созыва в 1995 году шёл по избирательному списку Конгресса русских общин (занимал 3 место в федеральном списке), но эта организация не преодолела пятипроцентный барьер.
14 августа 1996 года секретарём Совета безопасности Российской Федерации А. И. Лебедем назначен начальником управления экономической безопасности аппарата Совета безопасности. После освобождения Лебедя от должности секретаря Совета безопасности Глазьев подал в отставку. В 1996—1999 годах — начальник информационно-аналитического управления Аппарата Совета Федерации РФ.
В 2000—2003 годы — депутат Государственной Думы III созыва по списку КПРФ, хотя в самой партии не состоял, председатель Комитета по экономической политике и предпринимательству. С ноября 2002 года и до завершения работы Госдумы III созыва работал в Комитете по кредитным организациям и финансовым рынкам Госдумы.
В 2002 году баллотировался в губернаторы Красноярского края, получил 21,44 % голосов участвовавших избирателей и стал третьим по результату.
В 2003 году стал героем первого выпуска впоследствии очень успешной программы «К барьеру!»
На выборах в Государственную Думу IV созыва организовал и возглавил избирательный блок «Народно-патриотический союз „Родина“», который, по официальным данным, получил поддержку 9,1 % избирателей, и сформировал одноимённую фракцию в Думе. Одновременно был избран депутатом Государственной Думы по Подольскому одномандатному округу № 113, где одержал убедительную победу. В 2004—2007 годах — депутат Государственной Думы IV созыва, член Комитета по охране здоровья, член Комитета по бюджету и налогам.

#### Работа в ЕврАзЭС
В ноябре 2008 года назначен заместителем генерального секретаря Евразийского экономического сообщества (ЕврАзЭС), а 4 февраля 2009 года утверждён Ответственным секретарём Комиссии Таможенного союза Республики Беларусь, Республики Казахстан и Российской Федерации. Под его руководством с 1 июля 2011 года был осуществлён перенос таможенного, санитарного, ветеринарного, карантинного фитосанитарного, транспортного государственного контроля с российско-белорусской и российско-казахстанской границ на внешнюю границу Таможенного союза. Осуществление этих и других задач позволило с 1 января 2012 года перейти к повестке углубления интеграции — формированию Единого экономического пространства.
30 июля 2012 года назначен советником президента Российской Федерации. На Глазьева возложены обязанности по координации деятельности федеральных органов исполнительной власти, направленной на развитие евразийской интеграции в рамках Таможенного союза и Единого экономического пространства Российской Федерации, Республики Беларусь и Республики Казахстан. Является представителем президента РФ в Национальном финансовом совете.
9 октября 2019 года освобождён от должности советника президента.

### Союзное государство
В январе 2025 года был назначен заместителем госсекретаря Союзного государства России и Беларуси.
17 апреля 2025 года назначен госсекретарём Союзного государства.

#### Участие в президентских выборах
В 2004 году принял участие в выборах президента России в качестве самовыдвиженца. В начале 2004 года возникли разногласия в руководстве фракции «Родина». Глазьеву пришлось покинуть пост руководителя фракции. На президентских выборах в марте 2004 года за Глазьева проголосовали 4,1 % участвовавших избирателей, что стало третьим результатом.
9 февраля 2012 года был официально зарегистрирован как доверенное лицо кандидата в президенты Российской Федерации председателя Правительства Российской Федерации Владимира Путина.

#### В период с 2014 года
По словам «народного губернатора» Донбасса Павла Губарева, Глазьев звонил ему на мобильный телефон 5 марта 2014 года (после того, как Губарев и его сторонники заняли здание Донецкой государственной администрации во второй раз) и выразил ему свою поддержку.
Согласно опубликованным Генпрокураторой Украины записям разговоров человека, который был идентифицирован как Глазьев, в феврале-марте 2014 года он обсуждал с собеседниками, в частности с тем, кого Генпрокуратура идентифицировала как Константина Затулина, финансирование и организацию людей, захватывающих государственные здания Украины в ходе акций Антимайдана. В частности заявлялось о «прямом поручении руководства» — поднимать людей на Украине, а также о необходимости просьб на акциях о вводе войск из России, для легитимизации последующего применения армии.
Осенью 2017 года принимал участие в голосовании президентских праймериз «Левого фронта», в которых экономист Юрий Болдырев уступил Павлу Грудинину.
В мае 2019 года на сайте газеты «Завтра» опубликовал текст в котором избранную украинцами на очередных выборах власть описывал исключительно как «неонацистскую» и «оккупационную» и сожалел, что Москва не оказала большего влияния на Украину в интересах «русского мира», далее позволил себе антисемитскую реплику, намекая на происхождение новоизбранного президента Владимира Зеленского, будто он будет способствовать массовому переезду на «зачищенные» от русского населения земли Донбасса жителей Земли обетованной (то есть, израильтян). Кремль, устами Дмитрия Пескова, поспешил дистанцироваться от данной гипотезы, назвав её «исключительно личным мнением, может быть некорректным высказыванием советника Глазьева». В ответ Глазьев заявил радиостанции «Говорит Москва», что от своих слов отказываться не намерен.
С октября 2022 года — колумнист газеты «Ведомости».

### Научная деятельность, достижения
После университета поступил в аспирантуру Центрального экономико-математического института (ЦЭМИ) АН СССР. В 1986 году защитил кандидатскую, а 19 ноября 1990 года — докторскую диссертацию («Закономерности технико-экономического развития и их использование в управлении народным хозяйством»; официальные оппоненты М. М. Албегов, В. А. Волконский и В. Л. Тамбовцев). В 1986—1991 годах — младший научный сотрудник, научный сотрудник, старший научный сотрудник, заведующий лабораторией ЦЭМИ АН СССР. Входил в Совет молодых учёных ЦЭМИ АН СССР. Основываясь на идеях Й. Шумпетера и Н. Д. Кондратьева, в конце 1980-х годов предложил концепцию технологических укладов, которую продолжил развивать впоследствии.
В научных трудах Глазьева заявлено существование закономерности смены технологических укладов, каждый из которых представляет воспроизводящуюся целостность технологически сопряжённых однородных по техническому уровню производств, в процессе развития мировой и национальных экономик, заключающейся в том, что технологический уклад в своём жизненном цикле проходит фазы эмбрионального развития в условиях доминирования предшествующего технологического уклада, рождения при исчерпании последним возможностей расширения, роста, зрелости и упадка, проявляющиеся в форме длинноволновых колебаний экономической активности с чередованием периодов устойчивого подъёма и неустойчивого депрессивного состояния.
Автор более 300 научных публикаций. В 1995 году награждён золотой медалью Н. Д. Кондратьева за цикл исследований длинных волн в экономическом развитии.
В 1999 году Глазьеву было присвоено учёное звание профессора. Он является руководителем кафедры теории и методологии государственного и муниципального управления факультета государственного управления МГУ им. М. В. Ломоносова, заведующим кафедрой экономической политики и экономических измерений ГУУ, а также научным руководителем «Научного центра евразийской интеграции».
В 2000 году Русский биографический институт назвал Глазьева человеком десятилетия за вклад в экономическую науку и поддержку отечественных товаропроизводителей, в 2002 году — человеком года в номинации «наука». В 2003 году Глазьев вновь назван «человеком года» за вклад в разработку и популяризацию идеи природной ренты и награждён премией в номинации «государственная и политическая деятельность».
В 2000 году избран членом-корреспондентом РАН, в 2008 году — академиком РАН по Отделению общественных наук. Председатель Научного совета РАН по комплексным проблемам евразийской экономической интеграции, модернизации, конкурентоспособности и устойчивому развитию.
Является экспертом Московского экономического форума.
В том же 2016 году зарегистрирована научная гипотеза С. Ю. Глазьева под названием «Закономерность смены мирохозяйственных укладов в развитии мировой экономической системы и связанных с ними политических изменений». Предполагается, что мировое экономическое развитие и связанные с ним политические изменения происходят путём периодической смены мирохозяйственных укладов, каждый из которых представляет собой систему взаимосвязанных международных и национальных институтов, обеспечивающих расширенное воспроизводство экономики и определяющих механизм глобальных экономических отношений.
В сентябре 2020 года выступил со статьёй «Духовность — категория экономическая». В ней он раскритиковал существующие исторические мифы, которые «явно принижают роль русского народа в истории человечества», в частности, «нелепую варяжскую теорию происхождения русской государственности». По его мнению, эта теория была создана с целью создания комплекса неполноценности и дополнялась «кампанией по тотальному уничтожению древнерусских летописей и памятников культуры, которое было завершено сожжением Москвы в 1812 году». Миф о татаро-монгольском иге, по его мнению, является идеологической диверсией, запущенной польским иезуитом в конце XVIII века. По мнению Глазьева, такая историческая мифология мешает претендовать на идейное лидерство в мире, поэтому необходимо «скорейшее развенчание этих мифов и их искоренение из общественного сознания». И в этом может помочь «Новая хронология» А. Фоменко и Г. Носовского, которая показала «центральную роль России… в обустройстве мира и развитии человеческой цивилизации в XIV—XVI веках». По мнению Глазьева, «Новая хронология Фоменко даёт хорошую логическую основу для восстановления исторической памяти Русского мира». Как считает абсолютное большинство историков, «Новая хронология» является антинаучной.
На запрос комиссии по борьбе с лженаукой при Президиуме РАН по поводу статьи Глазьева «Духовность — категория экономическая», ведущие академики-главы исторических отделений Российской академии наук (Совместный ответ на запрос комиссии по борьбе с лженаукой подписали академик-секретарь Отделения историко-филологических наук РАН Валерий Тишков и президент исторического факультета МГУ им. М. В. Ломоносова Сергей Карпов, а также главы академических центров — директор Института всеобщей истории РАН Михаил Липкин, директор Института российской истории РАН Юрий Петров и директор Санкт-Петербургского института истории РАН Алексей Сиренов) написали отзыв, в котором характеризуют мнение академика как лженаучное, а самого Глазьева как «плохо знающего историю» человека. «Статья Глазьева, — утверждают авторы отзыва, — представляет собой идеологический текст, не имеющий отношения к науке и близкий к утопическим трактатам, хотя в ней и затрагивается историческая проблематика, она пестрит многочисленными ошибками и несуразностями. Взгляды Глазьева на историю России порождены множественными ошибками и искажениями фактов… Это обстоятельство несомненно обязывает квалифицировать текст С. Ю. Глазьева как некомпетентный и ненаучный, но так как его автор является академиком РАН и подписывается соответствующим образом, это особенно опасно».
С июля 2024 года — главный научный сотрудник Центра изучения стабильности и рисков (ЦИСР) факультета социальных наук НИУ ВШЭ, где также работают первый президент постсоветского Кыргызстана А. А. Акаев (научный руководитель ЦИСР), известный российский учёный А. В. Коротаев (директор ЦИСР) и Почётный президент Института Африки РАН А. М. Васильев.

## Оценки
По оценке первого замглавы Центра политтехнологий Алексей Макаркина:
Глазьев как раз считается пламенным государственником, антизападником, борцом с западной закулисой. Причем он верит в то, что он говорит.

## Санкции
17 марта 2014 года, на следующий день после проведения непризнанного международным сообществом референдума о статусе Крыма, в отношении Глазьева введены санкции США. Вскоре включён в санкционные списки стран Европейского союза, Канады, Австралии и Швейцарии за «публичные призывы к аннексии Крыма».
В сентябре 2015 года включён в санкционный список Украины.

## Награды
- Орден Почёта (5 февраля 2024) — за большой вклад в развитие отечественной науки, многолетнюю плодотворную деятельность и в связи с 300-летием со дня основания Российской академии наук[53].
- Орден Дружбы (2 февраля 2011) — за большой вклад в развитие интеграционного сотрудничества между государствами[54].

Иностранные государственные награды
- Орден «Данакер» (30 декабря 2021, Кыргызстан) — за большой вклад в интеграцию Кыргызской Республики в Евразийский экономический союз, а также в развитие торгово-экономического сотрудничества Кыргызской Республики с государствами-членами Евразийского экономического союза[55][56]

Награды негосударственных союзов и учреждений
- Золотая медаль Кондратьева за цикл исследований длинных волн в экономическом развитии (1995)[37].
- Премия «Человек года», учреждённая Русским биографическим институтом и Институтом экономических стратегий (2013) — за содействие возвращению Украины в единое экономическое пространство с Россией[57].
- Лауреат Всероссийской премии финансистов «Репутация» 2013 года в номинации «За научный вклад в развитие финансов и экономики России»[58].
- Медаль «За освобождение Крыма и Севастополя» (17 марта 2014 года) — за личный вклад в возвращение Крыма в Россию[59].
- Медаль «За вклад в создание Евразийского экономического союза» 1 степени (8 мая 2015, Высший совет Евразийского экономического союза)[60].
- Медаль «За вклад в развитие Евразийского экономического союза» (9 декабря 2022, Высший совет Евразийского экономического союза)[61].

## Классный чин
Действительный государственный советник Российской Федерации 2 класса (Указ Президента Российской Федерации от 17.12.1997 г. № 1316).

## Семья
Женат, имеет двоих детей. Семья живёт в Москве.

## Собственность и доходы
Согласно данным, размещённым в декларации, содержащей сведения о доходах, расходах, об имуществе и обязательствах имущественного характера лиц, замещающих государственные должности Российской Федерации, за 2018 год Сергей Глазьев заработал 7 953 174 рубля. Доход его супруги за тот же период составил 545 155 рублей. Супруга Сергея Глазьева владеет четырьмя земельными участками площадью 2864, 294, 1540 и 1500 м², жилым домом площадью 869,1 м² и квартирой площадью 253,7 м² Также ей принадлежат три автомобиля — Volvo XC90, Audi Q7, Mercedes Viano и одно машино-место площадью 14 м².